# Kajirō Yamamoto
Pour les articles homonymes, voir Yamamoto.
Kajirō Yamamoto (山本 嘉次郎, Yamamoto Kajirō) est un réalisateur et scénariste japonais né le 15 mars 1902 à Tokyo et mort le 28 septembre 1974.

## Biographie

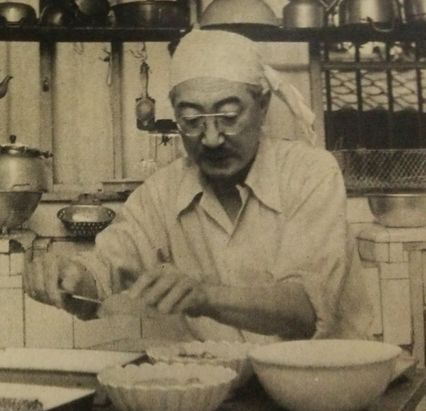
Kajirō Yamamoto cuisinant des sashimi (1954).

Kajirō Yamamoto commence sa carrière dans la troupe de théâtre de Minoru Murata puis il entre à la Nikkatsu en 1920, où il travaille en tant qu'acteur, scénariste, assistant réalisateur et enfin réalisateur.
Au début de sa carrière, Kajirō Yamamoto est un réalisateur de films à l'américaine, avec une grande connaissance de la culture occidentale et un tempérament pacifiste. Pourtant, lorsqu'il est désigné pour réaliser La Bataille navale à Hawaï et au large de la Malaisie (ハワイ・マレー沖海戦, Hawai Marē oki kaisen, 1942), un film de propagande pour la Marine impériale japonaise, il y met tout son art et en fait l'un des meilleurs film du genre. Ce film est le premier d'une trilogie à la gloire de l'aéronavale, les deux volets suivants sont L’Escadrille des faucons de Katō (加藤隼戦闘隊, Katō hayabusa sentō-tai, 1944) et En avant les escadrons de torpilleurs ! (雷撃隊出動, Raigekitai shutsudō, 1944).
Il a réalisé près de 95 films et écrit plus de 120 scénarios entre 1923 et 1969.

## Filmographie

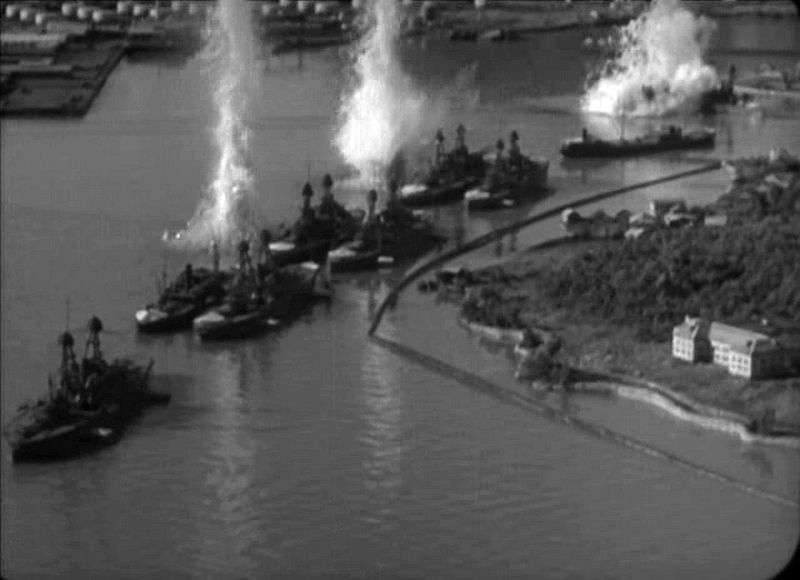
Scène du film La Bataille navale à Hawaï et au large de la Malaisie (1942).

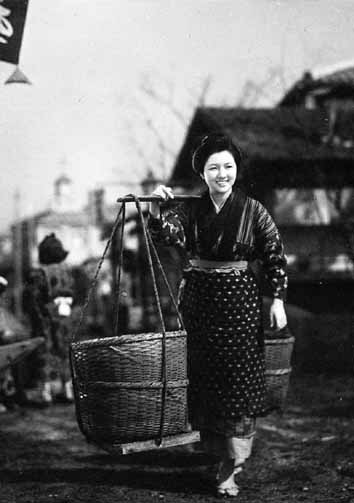
Hideko Takamine dans Bagatelle au printemps (1949).

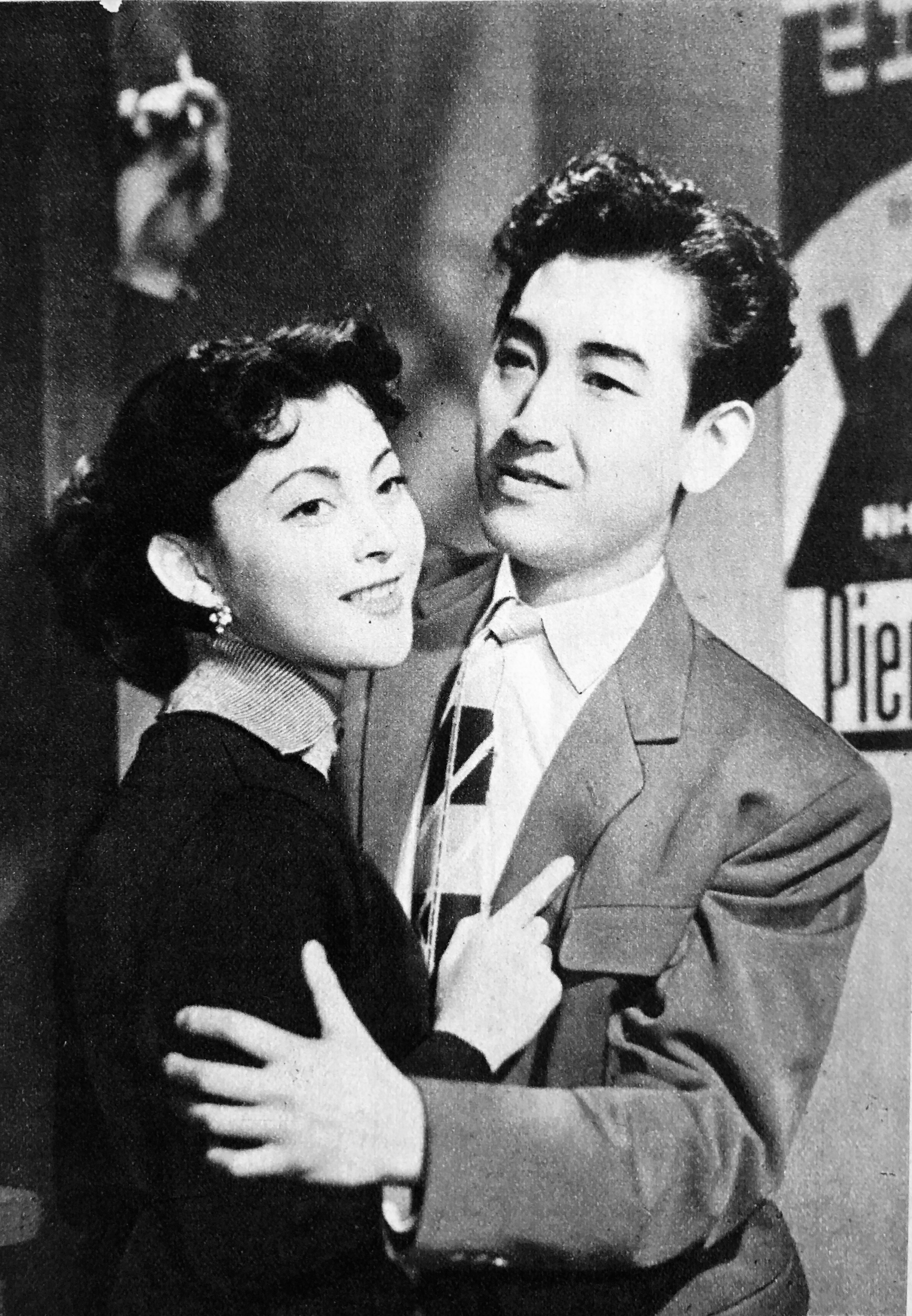
Mariko Okada et Kōji Tsuruta dans Homme n° 1 (1955).

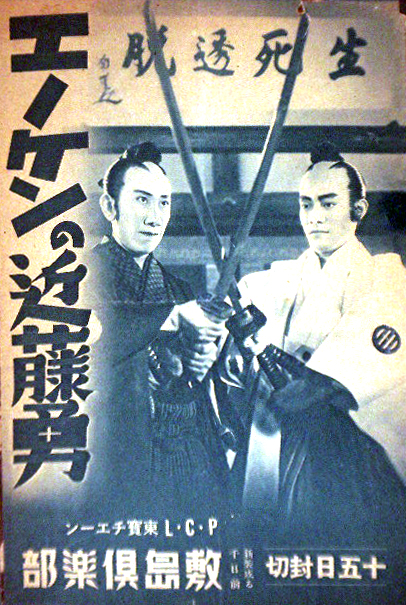
Affiche japonaise de Isami Kondō vu par Enoken (1935).

Sauf indication contraire, les titres en français se basent sur la filmographie de Kajirō Yamamoto dans l'ouvrage Le Cinéma japonais de Tadao Satō.

### Comme réalisateur

#### Années 1920
- 1924 : Balles en croix (熱火の十字球, Nekka no jūjikyū?)
- 1924 : Nuages déchirés (断雲, Dan'un?)
- 1924 : Chant d'amour (恋慕小唄（小豆島情話）, Renbō kouta (Shōdoshima jōwa)?)
- 1924 : Le Mystère de la montagne (山の神秘, Yama no shinpi?)
- 1924 : Kōfuku jidai (幸福時代?)
- 1925 : Le Matin de la forêt (森の朝, Mori no asa?)
- 1925 : Une histoire d'homme mangé (人を喰った話, Hito o kutta hanashi?)
- 1925 : L'Enfant-bombe (爆弾児, Bakudanji?)
- 1925 : La Porte étincelante (輝ける扉, Kagayakeru tobira?)
- 1926 : Danji ichidaku (男児一諾?)
- 1926 : Matsuda eiga shōhin-shū : Kumo (マツダ映画小品集 「雲」?)
- 1926 : Haha ni chikaite (母に誓ひて?)
- 1926 : Tōsan no urimono (父様の売物?)

#### Années 1930
- 1932 : Nouvelle stratégie de l'épouse (細君新戦術, Sai-kun shinsenjutsu?)
- 1932 : La Passiflore (受難華, Junanka?)
- 1932 : La Nikkatsu sourit (ほゝえむ日活, Honoemu Nikkatsu?)
- 1933 : Les Portes du firmament (蒼穹の門, Sōkyū no mon?)
- 1933 : La Fille couleur de pêche (桃色の娘, Momoiro no musume?)
- 1933 : Urgence de l'amour (恋愛非常時, Ren'ai hijōji?)
- 1933 : Conquête d'une épouse (女房征服, Nyōbō seifuku?)
- 1934 : Pays natal à découvert (ふるさと晴れて, Furusato harete?)
- 1934 : L'Art du ski en amour (恋愛スキー術, Ren'ai sukijutsu?)
- 1934 : La Jeunesse accomplie d'Enoken (エノケンの青春酔虎伝, Enoken no seishun suikoden?)
- 1934 : Le Général des Alpes (あるぷす大将, Arupusu taishō?)
- 1935 : Le Protégé (坊つちゃん, Botchan?)
- 1935 : La Fille aux violettes (すみれ娘, Sumire musume?)
- 1935 : Le Petit farceur (いたづら小僧, Itazura kozō?)
- 1935 : Isami Kondō vu par Enoken (エノケンの近藤勇, Enoken no Kondō Isami?)
- 1936 : Enoken no Donguri Tonbei (エノケンのどんぐり頓兵衛?)
- 1936 : Je suis un chat (吾輩は猫である, Wagahai wa neko de aru?)
- 1936 : Enoken le millionnaire I (エノケンの千万長者, Enoken no senman chōja?)
- 1936 : Enoken le millionnaire II (続エノケンの千万長者, Zoku Enoken no senman chōja?)
- 1936 : Les Dessus et les dessous du mariage (新婚うらおもて, Shinkon ura omote?)
- 1937 : Un mari chaste I (良人の貞操 前篇 春来れば, Otto no teiso : Haru kitareba?)
- 1937 : Un mari chaste II (良人の貞操 後篇 秋ふたたび, Otto no teiso : Aki futatabi?)
- 1937 : Livre de lecture de la femme japonaise (日本女性読本, Nihon josei dokuhon?) : 1er épisode, co-réalisé avec Sotoji Kimura (2e épisode) et Toshio Ōtani (3e épisode)
- 1937 : Enoken pickpocket I (エノケンのちゃっきり金太 前篇, Enoken no chakkiri Kinta : Zenpen?)
- 1937 : Enoken pickpocket II (エノケンのちゃっきり金太 後篇, Enoken no chakkiri Kinta : Kōhen?)
- 1937 : Le Faucon magnifique (美しき鷹, Utsukushiki taka?)
- 1938 : L'Amour de Tojuro (藤十郎の恋, Tōjurō no koi?)
- 1938 : La Classe de composition (綴方教室, Tsuzurikata kyoshitsu?)
- 1938 : La Vie étonnante d'Enoken (エノケンのびっくり人生, Enoken no bikkuri jinsei?)
- 1939 : L'Époque solide d'Enoken (エノケンのがっちり時代, Enoken no gatchiri jidai?)
- 1939 : Les 47 rōnin II (忠臣蔵 後篇, Chūshingura : Kōhen?)[5]
- 1939 : La Ruelle insouciante (のんき横丁, Nonki yokochō?)

#### Années 1940
- 1940 : Le Voyage de noces de Roppa (ロッパの新婚旅行, Roppa no shinkon ryokō?)
- 1940 : Enoken joue Kinta Zangiri (エノケンのざんぎり金太, Enoken no Zangiri Kinta?)
- 1940 : Le Singe-pèlerin (エノケンの孫悟空, Enoken no songokū?)
- 1941 : Cheval (馬, Uma?) co-réalisé avec Akira Kurosawa
- 1941 : Comme la pluie sur un champ de bataille (巷に雨の降る如く, Chimata ni ame no furu gotoku?)
- 1942 : La Jeunesse de l'espoir (希望の青空, Kibo no aozora?)
- 1942 : La Bataille navale à Hawaï et au large de la Malaisie (ハワイ・マレー沖海戦, Hawai Marē oki kaisen?)[6]
- 1944 : L’Escadrille des faucons de Katō (加藤隼戦闘隊, Katō hayabusa sentō-tai?)
- 1944 : En avant les escadrons de torpilleurs ! (雷撃隊出動, Raigekitai shutsudō?)
- 1946 : Ceux qui bâtissent l'avenir (明日を創る人々, Asu o tsukuru hitobito?) co-réalisé avec Akira Kurosawa et Hideo Sekigawa
- 1947 : Quatre histoires d'amour (四つの恋の物語, Yottsu no koi no monogatari?) (3e partie)[7]
- 1947 : L'Époque des nouveaux idiots I (新馬鹿時代 前篇, Shin baka jidai: Zenpen?)
- 1947 : L'Époque des nouveaux idiots II (新馬鹿時代 後篇, Shin baka jidai: Kōhen?)
- 1947 : Festin de printemps (春の饗宴, Haru no kyōen?)
- 1949 : Enfant du vent (風の子, Kaze no ko?)
- 1949 : Bagatelle au printemps (春の戯れ, Haru no tawamure?)[8]

#### Années 1950
- 1950 : Évasion (脱獄, Datsugoku?)
- 1950 : Madame Perle I (真珠夫人 処女の巻, Shinju fujin : Shojo no maki?)
- 1950 : Madame Perle II (真珠婦人 人妻の巻, Shinju fujin : Hitozuma no maki?)
- 1951 : Élégie (悲歌, Aika?)
- 1951 : M. Hope (ホープさん サラリーマン虎の巻, Hopu-san : sararīman no maki?)
- 1951 : Qui connaît le cœur d'une femme ? (女ごころ誰が知る, Onnagokoro dare ka shiru?)
- 1952 : Le Quartier des sept couleurs (七色の街, Nanairo no machi?)
- 1953 : Koi no fūunji (恋の風雲児?)
- 1953 : Les Jeunes Filles en fleurs (花の中の娘たち, Hana no naka no musumetachi?)
- 1953 : Feux pour attirer les moustiques (誘蛾燈, Yūgatō?)
- 1954 : Le Protégé de la compagnie I (坊ちゃん社員, Botchan shain?)
- 1954 : Le Protégé de la compagnie II (続坊ちゃん社員, Zoku botchan shain?)
- 1954 : L'Ange du samedi (土曜日の天使, Doyobi no tenshi?)
- 1955 : Homme n° 1 (男性Ｎｏ．１, Dansei No. 1?)
- 1955 : Moi aussi je suis un homme (俺も男さ, Ore mo otoko sa?)
- 1955 : Histoire du détective Umon Muttsuri, le taciturne : la résidence Kimen (むっつり右門捕物帖 鬼面屋敷, Muttsuri Umon torimonocho : Kimen Yashiki?)
- 1955 : L'Histoire de l'amour (愛の歴史, Ai no rekishi?)
- 1956 : Le Quartier des ténèbres (暗黒街, Ankokugai?)
- 1956 : L'Arrivée de Mademoiselle (お嬢さん登場, Ojōsan tōjō?)
- 1956 : Manasuru ni tatsu : Hyōkō 8125-mēta (標高８１２５米 マナスルに立つ?)
- 1957 : Histoire d'un zoo : l'éléphant (「動物園物語」より, "Dōbutsu-en monogatari" yori : Zō?)
- 1957 : Histoire de Zenpa et Sanpei I (善太と三平物語 風の中の子供, Zenpa to Sanpei monogatari : Kaze no naka no kodomo?)
- 1957 : Histoire de Zenpa et Sanpei II (善太と三平物語 お化けの世界, Zenpa to Sanpei monogatari : Obake no sekai?)
- 1958 : Gloire à la fille du jazz (ジャズ娘に栄光あれ, Jazu musume ni eiko are?)
- 1958 : Jours de congé à Tokyo (東京の休日, Tōkyō no kyūjitsu?)
- 1959 : Le Singe-pèlerin (孫悟空, Songokū?)

#### Années 1960
- 1960 : La fille qui s'ennuie à Ginza (銀座退屈娘, Ginza taikutsu musume?)
- 1964 : Le Chemin de gloire du blaireau (天才詐欺師物語 狸の花道, Tensai sagishi monogatari : Tameki no hanamichi?)
- 1964 : Irresponsable dans l'Edo des fleurs (花のお江戸の無責任, Hana no Ōedo no musekinin?)
- 1965 : Le Général blaireau (狸の大将, Tanuki no taishō?)
- 1966 : Le Roi blaireau (狸の王様, Tanuki no ōsama?)
- 1966 : Le Repos du blaireau (狸の休日, Tanuki no kyūjitsu?)

### Comme scénariste
- 1928 : La Ville de l'amour (愛の町, Ai no machi?) de Tomotaka Tasaka[9]
- 1930 : Umi no matsuri (海の祭?) de Seiichi Ina[10]

## Distinctions
Sauf indication contraire, les informations mentionnées dans cette section peuvent être confirmées par la base de données cinématographiques IMDb,  présente dans la section « Liens externes ».

### Récompense
- 1943 : prix Kinema Junpō du meilleur film pour La Bataille navale à Hawaï et au large de la Malaisie[11],[12]

### Sélection
- 1959 : Astor d'or du meilleur film au festival international du film de Mar del Plata pour Jours de congé à Tokyo[13]

## Postérité
À l'occasion du 120e anniversaire de sa naissance, le NFAJ consacre à Kajirō Yamamoto une rétrospective comprenant 21 films du réalisateur en août 2022,.